# Dichaetomyia mayottensis
Dichaetomyia mayottensis är en tvåvingeart som beskrevs av Adrian C. Pont 1978. Dichaetomyia mayottensis ingår i släktet Dichaetomyia och familjen husflugor. Inga underarter finns listade i Catalogue of Life.